# Дело Руби Франке
Руби Франке (урождённая Гриффитс; англ. Ruby Franke; родилась 18 января 1982 года) — многодетная мать, ведущая популярного «семейного» канала на платформе YouTube, осуждённая за жестокое обращение с собственными детьми. На пике популярности её канал (ныне несуществующий) под названием «8 Passengers» насчитывал 2,5 миллиона подписчиков. Методы воспитания Руби широко обсуждались в социальных сетях.

## Руби Франке
Руби Гриффитс родилась в 1982 году в штате Юта, США. Она была старшей из пяти детей. В 18 лет она поступила в Университет штата Юта, но почти сразу познакомилась с молодым человеком по имени Кевин Франке и в 2000 году вышла за него замуж, после чего бросила учёбу.
Оба супруга были мормонами, состояли в Церкви Иисуса последних дней и мечтали о многодетной семье. В браке родилось шестеро детей: Шери (род. 2003), Чад (род. 2005), Эбби (род. 2007), Джули (род. 2009), Рассел (род. 2011) и Ева (род. 2013).
В 2015 году Руби завела канал на YouTube, который назвала «8 Passengers» («Восемь пассажиров»), на котором выкладывала видеоролики о своей семье, быте, методах воспитания и т. д. Руби позиционировала себя любящей, счастливой матерью, придерживающейся консервативных ценностей, благочестивой. Канал быстро приобрёл популярность. Доходы с канала позволили семье переехать в дорогостоящий особняк в городе Спрингвилл, штат Юта.
К 2020-му году на канале насчитывалось 2,5 миллиона подписчиков. Тогда же начались первые скандалы, связанные с семьёй Франке. Зрителей возмущали методы воспитания многодетной матери, о которых та с гордостью рассказывала в своих видеороликах. Например, она лишала детей еды и личных вещей, запрещала спать на кроватях (провинившиеся дети спали на кресле или на полу в гостиной), лишала подарков на Рождество. Причём детей наказывали не только за реальные проступки, но и за «эгоизм», «злость», «недостаточную благодарность», «отсутствие смирения».
Руби проповедовала, что у детей не может быть личного пространства и личных вещей. Каждая вещь в доме по умолчанию принадлежала родителям, дети лишь имели возможность пользоваться ею, если не были наказаны. Причём это относилось не только к гаджетам и игрушкам, но и к предметам первой необходимости. Детей могли ограничивать в еде или возможности помыться.
Старшего сына, Чада, по решению Руби отправили в коррекционный лагерь для «трудных подростков», причём подписчики узнали о причинах его отсутствия только после его возвращения. В том же 2020 году на сайте Change.org появилась петиция с требованием проверить семью Франке на предмет жестокого обращения с детьми. Петиция набрала более 17800 подписей, однако юридических последствий для Руби не было. Проверяющие органы не видели нарушений или злоупотреблений в семье.
В 2021 году Руби перестала вести свой канал и вскоре вовсе удалила его. Она объяснила это тем, что хочет «защитить своих детей» от разного рода негатива и хейта.
В 2022 году Руби и Кевин расстались. Кевин съехал из дома и не поддерживал контакта с детьми. Двое старших, Шери и Чад, к тому времени тоже ушли из семьи и проживали отдельно. Руби осталась одна с четырьмя младшими детьми.

## Джоди Хильдебрандт
Между 2020 и 2021 годом Руби познакомилась с Джоди Хильдебрандт (англ. Jodi Nan Hildebrandt; род. 1969), которая называла себя консультантом по психологическому здоровью и наставником по образу жизни (англ. life coach). Хильдебрандт действительно с 2003 года являлась лицензированным клиническим консультантом по психическому здоровью, однако неоднократно была замечена в нарушении врачебной этики. Так, в 2012 году она была приговорена к 18 месяцам исправительных работ за разглашение информации о пациенте без его согласия. Джоди, как и Руби, была верующей мормонкой. Главной опасностью для психического здоровья окружающих она видела «зависимость от порнографии и секса», причём обнаруживала её даже у детей.
Хильдебрандт начала появляться на канале Руби, причём та представила её психотерапевтом своего сына Чада. К 2022 году женщины сблизились настолько, что стали жить вместе — то в доме Руби, то в доме самой Хильдебрандт в городке Айвинс, Юта. К этому же времени относится разрыв отношений между Руби и Кевином и его отъезд из дома. С появлением Хильдебрандт жизнь оставшихся в семье детей, особенно двоих младших, Рассела и Евы, стала невыносимой. Наказания становились всё более жестокими и длительными. Детей ограничивали в еде, воде, не выпускали из дома. Рассела, который несколько раз пытался сбежать, привязывали верёвками, отчего на его теле образовывались раны и рубцы.

## Арест
30 августа 2023 года 12-летний Рассел смог сбежать из дома и добраться до соседей. Мальчик был крайне истощён, на его запястьях и лодыжках были остатки скотча и гноящиеся раны от связывания, которые Руби и Джоди лечили народными методами. Открывшему дверь мужчине Рассел сообщил, что сбежал из соседнего дома, и попросил еды и воды. Сосед вызвал полицию.
Дом, из которого сбежал Рассел, принадлежал Джоди. На тот момент там находилась также младшая из детей, Ева. Полицейские обнаружили её прячущейся в шкафу, тоже в крайней степени истощения, как и её брат. 10-летняя девочка почти не разговаривала, боялась взять предложенную ей еду и пошла на контакт с полицейскими только через несколько часов. Рассела и Еву госпитализировали, а их мать и Джоди арестовали. Двух средних девочек, Эбби и Джули, обнаружили в другом доме на том же участке, физически они пострадали меньше, поэтому их передали органам опеки.
После ареста матери старшая дочь, Шери, написала в социальной сети:

Сегодня был большой день. Я и моя семья так рады, что справедливость восторжествовала. Мы годами пытались сообщить об этом полиции и службе защиты детей и очень рады, что они наконец решили вмешаться.
Оригинальный текст (англ.)Today has been a big day. Me and my family are so glad justice is being served. We've been trying to tell the police and CPS for years about this, and so glad they finally decided to step up.
— Who Is Ruby Franke's Estranged Husband? All About Kevin Franke

## Суд
Обеим женщинам предъявили обвинение в жестоком обращении с детьми. Кевин Франке, поскольку не находился в доме в момент издевательств, остался в статусе свидетеля. Он заявил на допросе, что не знал, что младшие дети подвергаются жестокому обращению и что эта новость стала для него шоком. В ноябре 2023 он официально подал на развод и заявил, что хочет забрать несовершеннолетних детей к себе.
Руби и Джоди признали вину и заключили сделку со следствием. На суде они раскаивались, но продолжали настаивать, что любят детей и желают им только добра. Руби Франке заявила:

Я считала, что тьма — это свет, а добро — это зло. Я бы все на свете отдала ради вас. Я забрала у вас все нежное, безопасное и доброе. Последние четыре года я следовала советам, которые привели меня к мрачным заблуждениям. Моя искаженная версия реальности не поддавалась контролю — я отгородилась от всех, кто мог бы бросить мне вызов.
— Многодетную американку-блогера осудили за издевательства над детьми
Обеих признали виновными по четырём пунктам обвинения и назначили наказание в виде тюремного заключения сроком от 1 до 15 лет по каждому пункту (то есть, от 4 до 60 лет каждой; но из-за закона штата Юта о последовательных приговорах общий срок не может превышать 30 лет). Суд также лишил Руби прав на всех её детей и запретил ей с ними контактировать.